# Moskva musikkonservatorium
Moskva musikkonservatorium er en musikalsk uddannelsesinstitution beliggende i Moskva i Rusland. Konservatoriet udbyder bachelor-, kandidat og PhD-grader i musikalsk udførelse og musikteori.

## Historie
Konsevatoriet blev stiftet i 1866 som Moskvas Kejserlige konservatorium af Nikolaj Rubinstein og fyrst Nikolaj Trubetskoj. Det er det næstældste konservatorium i Rusland efter Sankt Petersborg konservatorium. Pjotr Ilitj Tjajkovskij blev udnævnt til professor i teori og harmoni ved åbningen. Siden 1940 har vinterhaven båret hans navn.

## Kendte kandidater fra konservatoriet
- Rudolf Barshai – violinist, dirigent
- Jurij Basjmet – violinist, dirigent
- Edison Denisov – komponist
- Emil Gilels – pianist
- Sofija Gubajdulina – komponist
- Andrej Hoteev – pianist
- Aram Khatjaturjan – komponist
- Tikhon Khrennikov – komponist
- Aleksandr Kljutjarjov - komponist, dirigent
- Gidon Kremer – violinist
- Nikolaj Medtner – komponist, pianist
- David Oistrakh – violinist
- Ivo Pogorelić – pianist
- Sergej Rachmaninov – pianist, komponist
- Aleksandr Skrjabin – komponist og pianist
- Rodion Shchedrin – komponist og pianist
- Alfred Schnittke – komponist
- Yevgeny Svetlanov – dirigent, pianist, komponist
- Marina Tchebourkina – organist, musikolog